# Hagnagora mesenata
Hagnagora mesenata es una especie de polilla de la familia de las geométridas. Ha sido encontrada en Chile.

## Taxonomía
La especie está provisionalmente fuera del género Hagnagora. El patrón del ala y particularmente su forma diverge fuertemente de especies en este género.